# Coccoloba barkeri
Coccoloba barkeri là một loài thực vật có hoa trong họ Rau răm. Loài này được Ekman & O.C.Schmidt mô tả khoa học đầu tiên năm 1929.